# Selección de fútbol de Laos
La selección de fútbol de Laos (en lao: ທິມຊາດ ບານເຕະ ແຫ່ງຊາດ ລາວ) es el equipo representativo del país en las competiciones oficiales. Su organización está a cargo de la Federación de Fútbol de Laos.
Desde 2010 la selección nacional de Laos clasificó al campeonato del sudeste de Asia, llegando a una racha consecutiva de clasificar a dicho campeonato hasta 2016 donde la selección de Camboya les corto la racha, en el 2010 su primer partido fue ante Camboya donde quedaron en un empate sin goles, luego volvió a empatar, esta vez ante Filipinas y por 2-2, para finalizar su participación, goleó 6-1 a Timor Oriental clasificando por diferencia de goles, luego en el campeonato del sudeste de Asia de 2012, inició ganando 1-0 a Camboya, luego, sorprendentemente pierde ante Timor Oriental 3-1, pero una victoria 3-1 ante Brunéi y un empate sin goles ante Birmania le vuelven a clasificar por segunda vez consecutiva, para la de 2014 nuevamente venció a Camboya, ahora por 3-2, luego le ganó a Brunéi por 4-2, y después a Timor Oriental por 2-0, de no ser por Birmania, que venció a Laos 2-1, se hubiese clasificado con todos los puntos, lamentablemente para Laos, en el campeonato del sudeste de Asia de 2016 no pudo clasificarse tras iniciar con el pie izquierdo al perder por 2-1 ante Camboya, luego le ganó a Timor Oriental 2-1 y a Brunéi 4-3 pero sin poder clasificarse, a pesar de tantas clasificaciones seguidas, la selección de Laos no pudo ganar un partido en dicho campeonato, pero si logró sacar dos notorios empates, ambos 2-2, frente a Indonesia en el 2012 y ante Tailandia en el 2010.

## Estadísticas

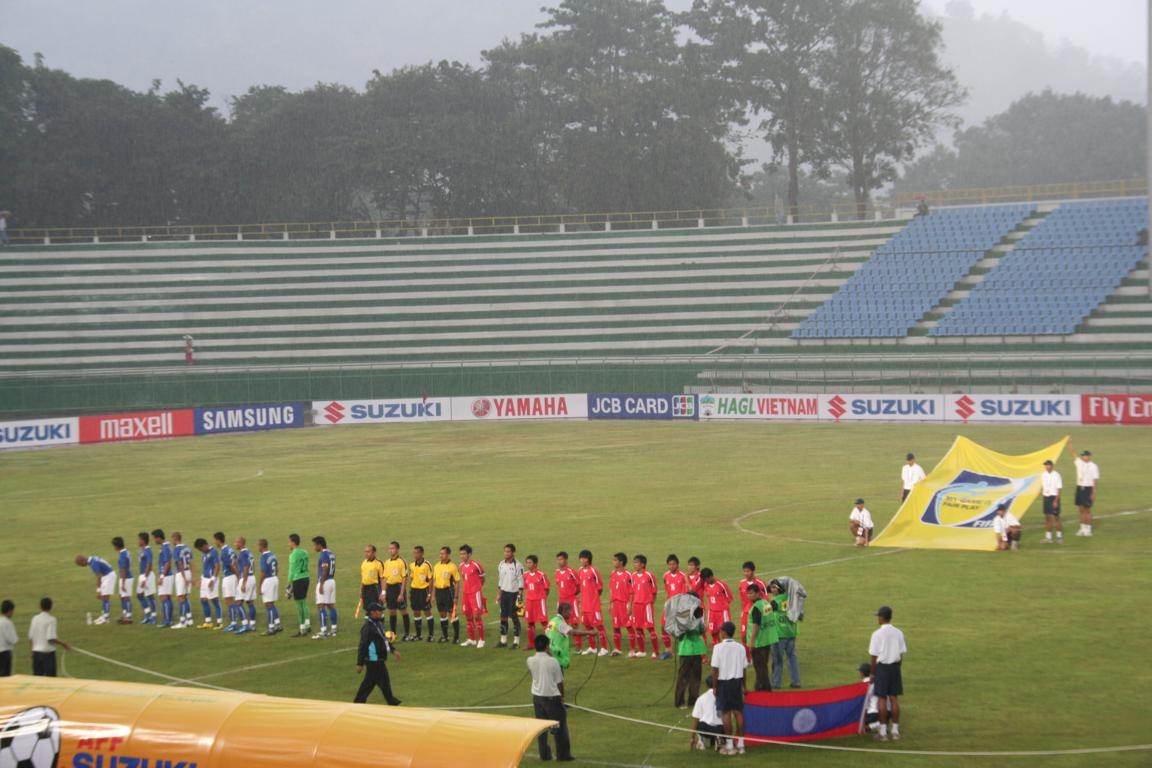
AFF Suzuki Cup 2009, Laos equipo nacional.

### Copa Mundial de Fútbol
| Copa Mundial de Fútbol | Copa Mundial de Fútbol  | Copa Mundial de Fútbol  | Copa Mundial de Fútbol  | Copa Mundial de Fútbol  | Copa Mundial de Fútbol  | Copa Mundial de Fútbol  | Copa Mundial de Fútbol  |
| Año                    | Ronda                   | J                       | G                       | E                       | P                       | GF                      | GC                      |
| ---------------------- | ----------------------- | ----------------------- | ----------------------- | ----------------------- | ----------------------- | ----------------------- | ----------------------- |
| 1930 - 1958            | No existía la selección | No existía la selección | No existía la selección | No existía la selección | No existía la selección | No existía la selección | No existía la selección |
| 1962 - 1998            | No participó            | No participó            | No participó            | No participó            | No participó            | No participó            | No participó            |
| 2002                   | No clasificó            | No clasificó            | No clasificó            | No clasificó            | No clasificó            | No clasificó            | No clasificó            |
| 2006                   | No clasificó            | No clasificó            | No clasificó            | No clasificó            | No clasificó            | No clasificó            | No clasificó            |
| 2010                   | No participó            | No participó            | No participó            | No participó            | No participó            | No participó            | No participó            |
| 2014                   | No clasificó            | No clasificó            | No clasificó            | No clasificó            | No clasificó            | No clasificó            | No clasificó            |
| 2018                   | No clasificó            | No clasificó            | No clasificó            | No clasificó            | No clasificó            | No clasificó            | No clasificó            |
| 2022                   | No clasificó            | No clasificó            | No clasificó            | No clasificó            | No clasificó            | No clasificó            | No clasificó            |
| 2026                   | No clasificó            | No clasificó            | No clasificó            | No clasificó            | No clasificó            | No clasificó            | No clasificó            |
| Total                  | 0/23                    | -                       | -                       | -                       | -                       | -                       | -                       |

### Copa Asiática
| Copa Asiática | Copa Asiática           | Copa Asiática           | Copa Asiática           | Copa Asiática           | Copa Asiática           | Copa Asiática           | Copa Asiática           |
| Año           | Ronda                   | J                       | G                       | E                       | P                       | GF                      | GC                      |
| ------------- | ----------------------- | ----------------------- | ----------------------- | ----------------------- | ----------------------- | ----------------------- | ----------------------- |
| 1956          | No existía la selección | No existía la selección | No existía la selección | No existía la selección | No existía la selección | No existía la selección | No existía la selección |
| 1960          | No existía la selección | No existía la selección | No existía la selección | No existía la selección | No existía la selección | No existía la selección | No existía la selección |
| 1964          | No participó            | No participó            | No participó            | No participó            | No participó            | No participó            | No participó            |
| 1968          | No participó            | No participó            | No participó            | No participó            | No participó            | No participó            | No participó            |
| 1972          | Se retiró               | Se retiró               | Se retiró               | Se retiró               | Se retiró               | Se retiró               | Se retiró               |
| 1976          | Se retiró               | Se retiró               | Se retiró               | Se retiró               | Se retiró               | Se retiró               | Se retiró               |
| 1980          | Se retiró               | Se retiró               | Se retiró               | Se retiró               | Se retiró               | Se retiró               | Se retiró               |
| 1984          | No participó            | No participó            | No participó            | No participó            | No participó            | No participó            | No participó            |
| 1988          | No participó            | No participó            | No participó            | No participó            | No participó            | No participó            | No participó            |
| 1992          | No participó            | No participó            | No participó            | No participó            | No participó            | No participó            | No participó            |
| 1996          | No participó            | No participó            | No participó            | No participó            | No participó            | No participó            | No participó            |
| 2000          | No clasificó            | No clasificó            | No clasificó            | No clasificó            | No clasificó            | No clasificó            | No clasificó            |
| 2004          | No clasificó            | No clasificó            | No clasificó            | No clasificó            | No clasificó            | No clasificó            | No clasificó            |
| 2007          | No participó            | No participó            | No participó            | No participó            | No participó            | No participó            | No participó            |
| 2011          | No participó            | No participó            | No participó            | No participó            | No participó            | No participó            | No participó            |
| 2015          | No clasificó            | No clasificó            | No clasificó            | No clasificó            | No clasificó            | No clasificó            | No clasificó            |
| 2019          | No clasificó            | No clasificó            | No clasificó            | No clasificó            | No clasificó            | No clasificó            | No clasificó            |
| 2023          | No clasificó            | No clasificó            | No clasificó            | No clasificó            | No clasificó            | No clasificó            | No clasificó            |
| Total         | 0/18                    | -                       | -                       | -                       | -                       | -                       | -                       |

## Torneos regionales

### Campeonato de Fútbol de la ASEAN
| Campeonato de Fútbol de la ASEAN | Campeonato de Fútbol de la ASEAN | Campeonato de Fútbol de la ASEAN | Campeonato de Fútbol de la ASEAN | Campeonato de Fútbol de la ASEAN | Campeonato de Fútbol de la ASEAN | Campeonato de Fútbol de la ASEAN | Campeonato de Fútbol de la ASEAN |
| Año                              | Ronda                            | J                                | G                                | E                                | P                                | GF                               | GC                               |
| -------------------------------- | -------------------------------- | -------------------------------- | -------------------------------- | -------------------------------- | -------------------------------- | -------------------------------- | -------------------------------- |
| 1996                             | Fase de grupos                   | 4                                | 1                                | 1                                | 2                                | 5                                | 10                               |
| 1998                             | Fase de grupos                   | 3                                | 0                                | 1                                | 2                                | 2                                | 8                                |
| 2000                             | Fase de grupos                   | 4                                | 0                                | 0                                | 4                                | 0                                | 16                               |
| 2002                             | Fase de grupos                   | 3                                | 0                                | 1                                | 2                                | 3                                | 8                                |
| 2004                             | Fase de grupos                   | 4                                | 1                                | 0                                | 3                                | 4                                | 16                               |
| 2007                             | Fase de grupos                   | 3                                | 0                                | 0                                | 3                                | 1                                | 23                               |
| 2008                             | Fase de grupos                   | 3                                | 0                                | 0                                | 3                                | 0                                | 13                               |
| 2010                             | Fase de grupos                   | 3                                | 0                                | 1                                | 2                                | 3                                | 13                               |
| 2012                             | Fase de grupos                   | 3                                | 0                                | 1                                | 2                                | 6                                | 10                               |
| 2014                             | Fase de grupos                   | 3                                | 0                                | 0                                | 3                                | 2                                | 12                               |
| 2016                             | No clasificó                     | No clasificó                     | No clasificó                     | No clasificó                     | No clasificó                     | No clasificó                     | No clasificó                     |
| 2018                             | Fase de grupos                   | 4                                | 0                                | 0                                | 4                                | 3                                | 12                               |
| 2020                             | Fase de grupos                   | 4                                | 0                                | 0                                | 4                                | 1                                | 14                               |
| 2022                             | Fase de grupos                   | 4                                | 0                                | 1                                | 3                                | 2                                | 15                               |
| 2024                             | Fase de grupos                   | 4                                | 0                                | 2                                | 2                                | 7                                | 11                               |
| Total                            | 14/15                            | 49                               | 2                                | 8                                | 39                               | 39                               | 181                              |

### Copa Desafío de la AFC
| Copa Desafío de la AFC | Copa Desafío de la AFC | Copa Desafío de la AFC | Copa Desafío de la AFC | Copa Desafío de la AFC | Copa Desafío de la AFC | Copa Desafío de la AFC | Copa Desafío de la AFC |
| Año                    | Ronda                  | J                      | G                      | E                      | P                      | GF                     | GC                     |
| ---------------------- | ---------------------- | ---------------------- | ---------------------- | ---------------------- | ---------------------- | ---------------------- | ---------------------- |
| 2006                   | Descalificado          | Descalificado          | Descalificado          | Descalificado          | Descalificado          | Descalificado          | Descalificado          |
| 2008                   | Se retiró              | Se retiró              | Se retiró              | Se retiró              | Se retiró              | Se retiró              | Se retiró              |
| 2010                   | No participó           | No participó           | No participó           | No participó           | No participó           | No participó           | No participó           |
| 2012                   | No clasificó           | No clasificó           | No clasificó           | No clasificó           | No clasificó           | No clasificó           | No clasificó           |
| 2014                   | Fase de grupos         | 3                      | 0                      | 1                      | 2                      | 1                      | 7                      |
| Total                  | 1/5                    | 3                      | 0                      | 1                      | 2                      | 1                      | 7                      |

### Copa Solidaridad de la AFC
| Copa Desafío de la AFC | Copa Desafío de la AFC | Copa Desafío de la AFC | Copa Desafío de la AFC | Copa Desafío de la AFC | Copa Desafío de la AFC | Copa Desafío de la AFC | Copa Desafío de la AFC |
| Año                    | Ronda                  | J                      | G                      | E                      | P                      | GF                     | GC                     |
| ---------------------- | ---------------------- | ---------------------- | ---------------------- | ---------------------- | ---------------------- | ---------------------- | ---------------------- |
| 2016                   | Tercer lugar           | 5                      | 3                      | 1                      | 1                      | 11                     | 9                      |
| Total                  | 1/1                    | 5                      | 3                      | 1                      | 1                      | 11                     | 9                      |

## Últimos partidos y próximos encuentros
Actualizado al último partido jugado el 10 de junio de 2025
| Fecha      | Ciudad       | Local     | Resultado | Visitante | Competición                      |
| ---------- | ------------ | --------- | --------- | --------- | -------------------------------- |
| 24-12-2022 | Kuala Lumpur | Malasia   | 5:0       | Laos      | Copa AFF 2022                    |
| 27-12-2022 | Vientián     | Laos      | 0:2       | Singapur  | Copa AFF 2022                    |
| 30-12-2022 | Rangun       | Birmania  | 2:2       | Laos      | Copa AFF 2022                    |
| 22-03-2023 | Katmandú     | Nepal     | 2:0       | Laos      | Partido amistoso                 |
| 25-03-2023 | Katmandú     | Bután     | 1:2       | Laos      | Partido amistoso                 |
| 31-03-2023 | Katmandú     | Nepal     | 2:1       | Laos      | Partido amistoso                 |
| 12-10-2023 | Katmandú     | Nepal     | 1:1       | Laos      | Clasificación Copa Mundial 2026  |
| 17-10-2023 | Vientián     | Laos      | 0:1       | Nepal     | Clasificación Copa Mundial 2026  |
| 14-11-2024 | Bangkok      | Malasia   | 3:1       | Laos      | Partido amistoso                 |
| 17-11-2024 | Bangkok      | Tailandia | 1:1       | Laos      | Partido amistoso                 |
| 09-12-2024 | Vientián     | Laos      | 1:4       | Vietnam   | Copa AFF 2024                    |
| 12-12-2024 | Yakarta      | Indonesia | 3:3       | Laos      | Copa AFF 2024                    |
| 09-12-2024 | Vientián     | Laos      | 1:1       | Filipinas | Copa AFF 2024                    |
| 18-12-2024 | Rangún       | Birmania  | 3:2       | Laos      | Copa AFF 2024                    |
| 20-03-2025 | Vientián     | Laos      | 1:2       | Sri Lanka | Partido amistoso                 |
| 25-03-2025 | Ho Chi Minh  | Vietnam   | 5:0       | Laos      | Clasificación Copa Asiática 2027 |
| 10-06-2025 | Vientián     | Laos      | 2:1       | Nepal     | Clasificación Copa Asiática 2027 |
| 09-10-2025 | Vientián     | Laos      | -:-       | Malasia   | Clasificación Copa Asiática 2027 |
| 14-10-2025 | Kuala Lumpur | Malasia   | -:-       | Laos      | Clasificación Copa Asiática 2027 |
| 18-11-2025 | Vientián     | Laos      | -:-       | Vietnam   | Clasificación Copa Asiática 2027 |

## Récord ante otras selecciones
Actualizado al partido ante  Nepal el 10 de junio de 2025
|  | Positivo (más victorias)              |
|  | Neutral (mismas victorias y derrotas) |
|  | Negativo (más derrotas)               |

| País               | J   | G  | E  | P   | GF  | GC  | GD   | Confederación |
| ------------------ | --- | -- | -- | --- | --- | --- | ---- | ------------- |
| Afganistán         | 3   | 0  | 2  | 1   | 1   | 3   | -2   | AFC           |
| Arabia Saudita     | 1   | 0  | 0  | 1   | 0   | 4   | −4   | AFC           |
| Bangladés          | 5   | 1  | 2  | 2   | 4   | 5   | -1   | AFC           |
| Birmania           | 19  | 0  | 4  | 15  | 13  | 58  | −45  | AFC           |
| Brunéi             | 13  | 11 | 1  | 1   | 32  | 16  | +16  | AFC           |
| Camboya            | 17  | 6  | 3  | 8   | 24  | 30  | -6   | AFC           |
| Catar              | 2   | 0  | 0  | 2   | 1   | 11  | −10  | AFC           |
| China              | 2   | 0  | 0  | 2   | 3   | 13  | −10  | AFC           |
| China Taipéi       | 4   | 0  | 1  | 3   | 4   | 10  | −6   | AFC           |
| Corea del Sur      | 7   | 0  | 0  | 7   | 0   | 28  | −28  | AFC           |
| Egipto             | 1   | 0  | 0  | 1   | 0   | 15  | -15  | CAF           |
| EAU                | 3   | 0  | 0  | 3   | 0   | 9   | −9   | AFC           |
| Guam               | 1   | 0  | 1  | 0   | 1   | 1   | 0    | AFC           |
| Filipinas          | 14  | 7  | 3  | 4   | 23  | 22  | +1   | AFC           |
| Hong Kong          | 3   | 0  | 0  | 3   | 3   | 13  | −10  | AFC           |
| India              | 2   | 0  | 0  | 2   | 1   | 7   | −6   | AFC           |
| Indonesia          | 11  | 0  | 2  | 9   | 12  | 48  | −36  | AFC           |
| Irán               | 3   | 0  | 0  | 3   | 1   | 20  | −19  | AFC           |
| Jordania           | 2   | 0  | 0  | 2   | 2   | 8   | −6   | AFC           |
| Kazajistán         | 1   | 0  | 0  | 1   | 0   | 5   | −5   | UEFA          |
| Kuwait             | 2   | 1  | 0  | 1   | 3   | 2   | +1   | AFC           |
| Líbano             | 2   | 0  | 0  | 2   | 0   | 9   | −9   | AFC           |
| Lesoto             | 1   | 0  | 0  | 1   | 1   | 3   | -2   | CAF           |
| Macao              | 2   | 0  | 0  | 2   | 2   | 7   | -5   | AFC           |
| Malasia            | 20  | 1  | 5  | 14  | 11  | 62  | −51  | AFC           |
| Maldivas           | 3   | 0  | 1  | 2   | 2   | 8   | -6   | AFC           |
| Mongolia           | 5   | 3  | 1  | 1   | 8   | 6   | +2   | AFC           |
| Nepal              | 7   | 1  | 3  | 3   | 7   | 10  | −3   | AFC           |
| Omán               | 2   | 0  | 0  | 2   | 0   | 19  | −19  | AFC           |
| Singapur           | 13  | 1  | 1  | 11  | 12  | 42  | −30  | AFC           |
| Siria              | 2   | 0  | 0  | 2   | 0   | 20  | −20  | AFC           |
| Sri Lanka          | 8   | 3  | 2  | 3   | 12  | 14  | -2   | AFC           |
| Tailandia          | 13  | 1  | 2  | 10  | 15  | 46  | −31  | AFC           |
| Tailandia (sub-23) | 1   | 0  | 0  | 1   | 0   | 5   | −5   | AFC           |
| Timor Oriental     | 8   | 7  | 0  | 1   | 22  | 9   | +13  | AFC           |
| Turkmenistán       | 2   | 0  | 0  | 2   | 3   | 9   | −6   | AFC           |
| Vietnam ^          | 24  | 0  | 2  | 22  | 6   | 95  | −89  | AFC           |
| Total              | 231 | 43 | 37 | 151 | 229 | 692 | −463 |               |

^ Incluye resultados ante  Vietnam del Norte y  Vietnam del Sur

## Entrenadores
| Nombre                   | Nacionalidad             | Periodo                                         | Juegos | Ganados | Empatados | Perdidos | Rendimiento % |
| ------------------------ | ------------------------ | ----------------------------------------------- | ------ | ------- | --------- | -------- | ------------- |
| Songphu Phongsa          | Bandera de Laos          | enero de 1996 – diciembre de 1999               |        |         |           |          |               |
| Outhensackda Vatthana    | Bandera de Laos          | julio de 1999 – junio de 2002                   |        |         |           |          |               |
| Vangchay Muangmany       | Bandera de Laos          | febrero de 2000 – mayo de 2000                  |        |         |           |          |               |
| Boris Zhuravlyov         | Bandera de Rusia         | enero de 2001 – junio de 2001                   | 1      | 0       | 0         | 1        | 0             |
| Soutsakhone Oudomphet    | Bandera de Laos          | marzo de 2002 – abril de 2003                   |        |         |           |          |               |
| Dominique Fernández      | Bandera de Francia       | mayo de 2003 – 2004                             |        |         |           |          |               |
| Bounlap Khenkitisack     | Bandera de Laos          | Octubre de 2004 – octubre de 2006               |        |         |           |          |               |
| Saythong Syphasay        | Bandera de Laos          | Octubre de 2006 – 2007                          | 7      | 3       | 1         | 3        | 50.1%         |
| Veleriy Dvovin           | Bandera de Rusia         | Octubre de 2008                                 | 4      | 3       | 0         | 1        | 75%           |
| Saysana Savatdy          | Bandera de Laos          | Diciembre de 2008 – julio de 2009               | 3      | 0       | 0         | 3        | 0%            |
| Alfred Riedl             | Bandera de Austria       | Julio 2009 de – mayo de 2010                    | 5      | 1       | 2         | 2        | 40%           |
| David Booth              | Bandera de Inglaterra    | Julio de 2010 – diciembre de 2010               | 7      | 1       | 3         | 3        | 37.5%         |
| Bounlap Khenkitisack     | Bandera de Laos          | Enero de 2011 –febrero de 2011                  | 2      | 0       | 1         | 1        | 25%           |
| Hans-Peter Schaller      | Bandera de Austria       | Febrero de 2011 – diciembre de 2011             | 4      | 1       | 0         | 3        | 25%           |
| Kokichi Kimura           | Bandera de Japón         | mayo de 2012 – 2014                             | 11     | 3       | 2         | 6        | 36.4%         |
| Norio Tsukitate          | Bandera de Japón         | 2014                                            | 5      | 0       | 1         | 4        |               |
| David Booth              | Bandera de Inglaterra    | Agosto de 2014                                  | 10     | 4       | 1         | 5        |               |
| Steve Darby              | Bandera de Inglaterra    | Agosto de 2015 - 2016                           | 2      | 0       | 1         | 5        |               |
| Valakone Phomphakdy      | Bandera de Laos          | mayo de 2016 - diciembre de 2016                | 2      | 0       | 1         | 1        |               |
| Dusit Chalermsan         | Bandera de Tailandia     | Marzo de 2017 - mayo de 2017                    | 1      | 0       | 0         | 1        |               |
| Mike Wong                | Bandera de Singapur      | Junio de 2017 - agosto de 2017                  | 3      | 1       | 0         | 2        |               |
| Patrice Neveu            | Bandera de Francia       | Septiembre de 2018                              |        |         |           |          |               |
| Varadaraju Sundramoorthy | Bandera de Singapur      | 15 de octubre de 2018 - 2019                    | 8      | 1       | 3         | 4        |               |
| V.Selvaraj               | Bandera de Singapur      | 15 de octubre de 2021                           | 0      | 0       | 0         | 0        |               |
| Michael Weiss            | Bandera de Alemania      | 7 de enero de 2022 - 29 de mayo de 2023         | 13     | 3       | 1         | 9        | 23,07         |
| Gugliermo Arena          | Bandera de Italia        | 8 de junio de 2023 - 19 de septiembre de 2023   | 0      | 0       | 0         | 0        |               |
| Kanlaya Sysomvang        | Bandera de Laos          | 20 de septiembre de 2023 - 14 de agosto de 2024 | 2      | 0       | 1         | 1        | 16,67%        |
| Hyeok-jun Ha             | Bandera de Corea del Sur | 14 de agosto de 2024 -                          | 0      | 0       | 0         | 0        | 0             |

## Jugadores

### Última convocatoria
Los siguientes jugadores fueron convocados para los partidos ante Sri Lanka y Vietnam disputados en marzo de 2025.
| No. | Pos. | Jugador                      | Fecha de nacimiento (edad)        | Apa. | Goles | Club                 |
| --- | ---- | ---------------------------- | --------------------------------- | ---- | ----- | -------------------- |
| 1   | POR  | Kop Lokphathip               | 8 de mayo de 2006 (19 años)       | 2    | 0     | Ezra                 |
| 12  | POR  | Keo-Oudone Souvannasangso    | 19 de junio de 2000 (25 años)     | 10   | 0     | Lao Army             |
| 18  | POR  | Anoulak Vilaphone            | 15 de febrero de 2001 (24 años)   | 0    | 0     | Young Elephants      |
|     |      |                              |                                   |      |       |                      |
| 2   | DEF  | Phoutthavong Sangvilay       | 16 de octubre de 2004 (20 años)   | 21   | 2     | Ezra                 |
| 3   | DEF  | Victor Ngovinassack          | 6 de junio de 2001 (24 años)      | 1    | 0     | Is-Selongey Football |
| 4   | DEF  | Anantaza Siphongphan         | 9 de noviembre de 2004 (20 años)  | 22   | 0     | Ezra                 |
| 5   | DEF  | Phetdavanh Somsanith         | 24 de abril de 2004 (21 años)     | 11   | 0     | Master 7             |
| 13  | DEF  | Chittakone Vannachone        | 24 de diciembre de 2004 (20 años) | 0    | 0     | Luang Prabang        |
| 14  | DEF  | Xeedee Phomsouvanh           | 28 de marzo de 2002 (23 años)     | 5    | 0     | Ezra                 |
| 16  | DEF  | Xayasith Singsavang          | 13 de diciembre de 2000 (24 años) | 5    | 0     | Namtha United        |
| 20  | DEF  | At Viengkham                 | 24 de octubre de 2000 (24 años)   | 6    | 0     | Master 7             |
| 22  | DEF  | Sonevilay Phetviengsy        | 27 de mayo de 2004 (21 años)      | 1    | 0     | Master 7             |
| 23  | DEF  | Khammanh Thapaseut           | 30 de noviembre de 2007 (17 años) | 0    | 0     | Ezra                 |
|     |      |                              |                                   |      |       |                      |
| 6   | MED  | Chanthavixay Khounthoumphone | 17 de febrero de 2004 (21 años)   | 15   | 0     | Ezra                 |
| 8   | MED  | Roman Angot                  | 2 de marzo de 2001 (24 años)      | 1    | 0     | SV Linx              |
| 15  | MED  | Damoth Thongkhamsavath       | 3 de abril de 2004 (21 años)      | 12   | 0     | Đông Á Thanh Hóa     |
| 19  | MED  | Phousomboun Panyavong        | 20 de junio de 2007 (18 años)     | 5    | 1     | Lao Army             |
| 21  | MED  | Phoutthalak Thongsanith      | 3 de diciembre de 2002 (22 años)  | 4    | 0     | Ezra                 |
|     |      |                              |                                   |      |       |                      |
| 7   | DEL  | Peter Phanthavong            | 15 de febrero de 2006 (19 años)   | 5    | 1     | Ezra                 |
| 9   | DEL  | Kydavone Souvanny            | 22 de diciembre de 1999 (25 años) | 18   | 4     | Young Elephants      |
| 10  | DEL  | Theo Klein                   | 9 de abril de 2001 (24 años)      | 1    | 0     | Omaha Mavericks      |
| 11  | DEL  | Chony Wenpaserth             | 27 de noviembre de 2002 (22 años) | 18   | 1     | Ezra                 |
| 17  | DEL  | Bounphachan Bounkong         | 29 de noviembre de 2000 (24 años) | 28   | 7     | PKR Svay Rieng       |